# Apteribis
Apteribis är ett släkte med fåglar i familjen ibisar inom ordningen pelikanfåglar. Det omfattar två arter som båda är utdöda och tidigare förekom på Hawaiiöarna:
- Molokaiibis (Apteribis glenos)
- Mauiibis (Apteribis brevis)

Även på Lanai har man funnit lämningar efter en ibis som ännu inte beskrivits som art. Anmärkningsvärt nog hade lämningarna fjädrar kvar. Av fjäderdräkten att döma, liksom genetiska studier var ibisen nära släkt med de nu levande arterna i släktet Eudocimus. Utifrån fjädrarna kunde man också se vilka färger fågeln hade, en blandning av olika nyanser av brunt, mest likt hur en ung vit ibis ser ut.